# Papp Dóra (író)
Papp Dóra (írói álnevén Dora Craiban; Baja, 1992. január 5.) kortárs magyar írónő.

## Életrajz
Gimnáziumi tanulmányait szülővárosában a III. Béla Gimnáziumban végezte.
Az Eötvös Loránd Tudományegyetem Bölcsészettudományi Karán tanult. Diplomáját 2014-ben szerezte  amerikanisztika szakon.
Már gyerekkorában is rajongott a történetekért. Kiskora óta színes irodalmi és zenei közeg vette körül, ami arra inspirálta, hogy tinédzser évei közepén tollat ragadjon. Első írásai a gimnáziumi lapban jelentek meg.
Tizenhét éves korában kezdett bele Helena c. romantikus fantasy trilógiájának megírásába, amely három kötete a Fénytörés, a Szabadesés, valamint az Interferencia. A történet az Egyesült Államokban, Oregon államban játszódik és egy természetfeletti képességekkel megátkozott lány, Helena fejlődését kíséri végig. A trilógia Dora Craiban művésznév alatt 2011-ben, illetve 2016-ban jelent meg az Aba Könyvkiadó gondozásában.
2015-ben a Ciceró Könyvstúdió gondozásában jelent meg az írónő első Magyarországon játszódó ifjúsági története, a Tükörlelkek. A regény immár nem művésznéven, hanem a szerző saját neve alatt debütált. A kétrészes ifjúsági sorozat második része 2016-ban jelent meg.
2018-ban új ifjúsági regénnyel jelentkezett, Bolyongó címmel, egy 19 éves különc fiú történetével. A Bolyongót a Magyar Gyerekkönyv Fórum (HUBBY) diákzsűrije az év legjobb ifjúsági könyvének választotta.
2019-ben átdolgozott formában újra megjelent első regénye, a Fénytörés, saját nevén. Ezt 2020-ban a második rész, a Szabadesés újragondolt kiadása is követte, 2021-ben pedig az Interferencia.
2022-ben jelent meg új regénye, a Rúnatánc, ami a Bolyongó folytatása, de önálló kötetként is olvasható. A Berlinben játszódó regényben olyan aktuális témák jelennek meg, mint a koronavírus-járvány és az orosz-ukrán háború.
2023-ban három művének terjesztését kategorizálta át a homofób törvényre hivatkozva a Libri.
Az írónő példaképei, kedvenc írói: J. R. R. Tolkien, J. K. Rowling, Neil Gaiman és Gerard Way.
Pártfogója az olvasás népszerűsítésének és a környezetvédelemnek.

## Művei
Dora Craiban névvel megjelent kötetek:
- Helena 1. – Fénytörés (Aba Könyvkiadó, Budapest, 2011)
- Helena 2. – Szabadesés (Aba Könyvkiadó, Budapest, 2011)
- Helena 3. – Interferencia (Aba Könyvkiadó, Budapest, 2016)

Papp Dóra névvel megjelent kötetek:
- Tükörlelkek – Első rész (Ciceró Könyvstúdió, Budapest, 2015)
- Tükörlelkek – Második rész (Ciceró Könyvstúdió, Budapest, 2016)
- Bolyongó (Ciceró Könyvstúdió, Budapest, 2018)
- Fénytörés – Helena-trilógia 1. (Ciceró Könyvstúdió, Budapest, 2019)
- Szabadesés – Helena-trilógia 2. (Ciceró Könyvstúdió, Budapest, 2020)
- Interferencia – Helena-trilógia 3. (Ciceró Könyvstúdió, Budapest, 2021)
- Rúnatánc (Ciceró Könyvstúdió, Budapest, 2022)